# 蒙森 (佛羅里達州)
蒙森（英語：Munson）是位於美國佛羅里達州聖羅薩縣的一個人口普查指定地區。

## 地理
蒙森的座標為30°51′28″N 86°52′23″W / 30.85778°N 86.87306°W，而該地最高點為海拔高度64米（即210英尺）。

## 人口
根據2010年美國人口普查的數據，蒙森的面積為65.67平方千米，當中陸地面積為65.23平方千米，而水域面積為0.24平方千米。當地共有人口372人，而人口密度為每平方千米5人。